# Универсальный граф
Универсальный граф — это бесконечный граф, содержащий любой  конечный (или не более чем счётный) граф в качестве порождённого подграфа. Универсальный граф этого типа первым построил Р. Радо и этот граф теперь называется графом Радо или случайным графом.  Более свежие работы фокусируются на универсальных графах для семейства графов F. То есть бесконечный граф, принадлежащий F, содержащий все конечные графы семейства F. Например, графы Хэнсона являются универсальными в этом смысле для графов без i-клик.
Универсальный граф для семейства графов F может также пониматься как член последовательности конечных графов, которые содержат все графы из F. Например, любое конечное дерево является подграфом достаточно большого графа гиперкуба, так что можно сказать, что гиперкуб является универсальным графом для деревьев. Однако это не самый маленький такой граф — известно, что существует универсальный граф для деревьев с n вершинами, содержащий всего n вершин и O(n log n) рёбер, и этот граф оптимален. Построение, основанное на теореме о планарном разбиении, может быть использовано, чтобы показать, что планарные графы с n вершинами имеет универсальные графы с O(n3/2) рёбрами, и что планарные графы ограниченной степени имеют универсальные графы с O(n log n) рёбрами. Гипотеза Самнера утверждает, что турниры являются универсальными для полидеревьев в том смысле, что любой турнир с 2n − 2 вершинами содержат любое полидерево с n вершинами в качестве поддерева.
Семейство графов F имеет универсальный граф полиномиальная размера, содержащий любой граф с n вершинами в качестве порождённого подграфа, тогда и только тогда, когда он имеет схему смежной разметки, в которой вершины могут быть помечены O(log n)-битными строками таким образом, что алгоритм может определить, смежны ли вершины, по меткам этих вершин. Если граф этого типа существует, вершины любого графа в F можно пометить метками соответствующих вершин универсального графа, и наоборот, если схема разметки существует, может быть построен универсальный граф, содержащий все возможные метки.
В старой математической терминологии фраза "универсальный граф" иногда использовался для полного графа.